# Sant Per de Cortada
Sant Per de Cortada o Cortada fue una localidad medieval en el término de Zaragoza cerca de la confluencia de los ríos Ebro y Gállego.

## Historia
La primera mención es de diciembre de 1156. En abril de 1182 el rey Alfonso II de Aragón le otorgó fuero, que cita el cartulario menor de la Catedral de Zaragoza.
Carlos Laliena comenta que es probablemente una antigua torre andalusí que serviría como ḥiṣn o refugio para las haciendas de la ribera:

Las divisiones de tierras en las áreas periurbanas y en algunas zonas rurales concretas constituyen una parte de la ruptura social que pretendemos resumir aquí con evidente brevedad. No es la única. En particular, es preciso tener en cuenta que a lo largo de más de un siglo (entre 1080 y 1200 o incluso 1210), la conquista afectó a amplísimos espacios rurales cuyos nexos con las ciudades variaban mucho. Algunos de ellos estaban relativamente cerca y los cambios se vincularon mucho a esta circunstancia. Valdrá el ejemplo de la franja irrigada de las tierras del Ebro, aguas abajo de Zaragoza. En esta ribera intuimos que se producen fenómenos de población de antiguos husun islámicos en Alfajarín y Fuentes (1131 y 1138, respectivamente); desarrollo de antiguas almunias o torres andalusíes, convertidas en núcleos de poblamiento feudal, como Sant Per de Cortada (1182), Cornicena, Siest o Alfindén; fundaciones de nuevas localidades, entre las que se documentan Villamayor (1169), El Burgo o Villafranca de Ebro, topónimos clásicos en su género, por no mencionar los fenómenos tardíos, en Villanueva (1247) y Penyaflor. Estas ocupaciones de almunias y fundaciones de nueva planta estuvieron unidas, en muchos casos (si no en todos), a importantes adjudicaciones de tierras que, a veces, supusieron la transformación de los antiguos terrazgos a través de la creación de parcelarios ortogonales

También es mencionado en "La Mensa capitular de la iglesia de San Salvador de Zaragoza en el pontificado de Hugo de Mataplana", como Sant Pero de Cortada, en un texto del 21 de mayo de 1292.

Item la presentacion del vicario de Quintiello, de Villanueva, de los Santos de Penya Flor, et de Mecaçal, et de Sant Pero de Cortada, et de Alfinden, et de Pastriz, et de Villa Mayor, de la Perdiguera.